# Patricia Armendáriz
Carmen Patricia Armendáriz Guerra (Comitán de Domínguez, Chiapas; 14 de julio de 1955) es una actuaria y funcionaria pública mexicana, militante del Movimiento Regeneración Nacional. Es diputada federal plurinominal al Congreso de la Unión desde el 1 de septiembre de 2021. También fue consejera de Grupo Financiero Banorte. Es originaria del municipio de Comitán, Chiapas.

## Trayectoria profesional

### Estudios y formación
Estudió la licenciatura en Actuaría en la UNAM, realizó una maestría en Desarrollo Económico en una universidad de Cambridge y es doctora en Economía por la Universidad de Columbia.

### Carrera profesional
Durante su vida laboral ha desempeñado funciones públicas como militante del Partido Revolucionario Institucional, al que perteneció la mayor parte de su vida profesional, siendo asistente de Pedro Aspe, quien fuera Secretario de Hacienda y Crédito Público durante el gobierno del presidente Carlos Salinas de Gortari. 
Es con ella como responsable de la vicepresidencia de la Comisión Nacional Bancaria y de la Valores (CNBV) que tuvo lugar la crisis económica en México de 1994.
En el año de 1999 se convirtió en directora asociada del Banco de Pagos Internacionales (BIS, por sus siglas en inglés), a través del Comité de Basilea. En 2001, se dedicó a asesorar al presidente del Consejo de Administración de Banorte.
En 2006, funda una Financiera Sustentable, con la finalidad de apoyar al eslabón más bajo de la población en cuanto a situación socioeconómica, como considera a la mayoría de los mexicanos. Ha sido también consejera de Banorte.
En el año 2009, Armendáriz deja el PRI, partido al que perteneció durante gran parte de su vida, por ser candidata del partido opositor, el Partido Acción Nacional, a una diputación federal por el VIII distrito electoral, con cabecera en Comitán, Chiapas.
Armendáriz fue partícipe de algunas temporadas del programa de televisión Shark Tank México, un proyecto coproducido por Sony Pictures Television, SPT Networks y Claro Video. Esto, hasta que le dijeron que su participación era incompatible con sus aspiraciones políticas, pues brindaba mala publicidad, por lo que queda descartado cualquier intento de volver a Shark Tank.

## Vida personal
Armendáriz es divorciada de Fernando Hinestrosa Rey, con quien tuvo dos hijas. Es hija de Gustavo Alberto Armendáriz Ruiz. Además, descendiente de Manuel Carrascosa, ex gobernador de Chiapas, al igual que su padre; y de Mariano Armendáriz del Castillo, diplomático mexicano.

## Trayectoria política

### Diputada federal plurinominal (2021)
En febrero de 2021, Armendáriz, presentó su solicitud de ser candidata a diputada plurinominal por el Movimiento Regeneración Nacional para las elecciones federales de 2021. Armendáriz ha expresado reiteradamente su aprobación por lo que llama "adoctrinamiento" que el partido en poder actual lleva a cabo en la población mexicana.
En marzo de 2021, Morena dio a conocer la aprobación de la solicitud de Armendáriz como candidata a diputada plurinominal por la circunscripción 3, misma de la que resultó responsable, cuya toma de protesta se llevó a cabo el 1 de agosto de 2021.

## Controversias
Fue centro de polémica al desacreditar las afirmaciones de familias mexicanas del desabasto de medicamentos que se ha presentado en el sexenio de Andrés Manuel López Obrador.

"no me dieron ni una sola evidencia" (del desabasto de medicamentos).
Patricia Armendariz

En enero del 2022, Armendáriz demostró públicamente su apoyo a la familia López Obrador, tras haberse publicado una nota sobre la renta de una casa en Estado de Texas por el hijo del presidente, por lo que la diputada compartió su opinión por medio de sus redes sociales:

"De donde sacan que la 4t tenemos que vivir a tortilla y frijoles?"
Patricia Armendariz opinó sobre mansiones del hijo de AMLO

El 25 de febrero se vio envuelta en una polémica en Twitter cuando la usuaria @Lizgottik satirizó sobre las declaraciones emitidas por Armendáriz el 24 del mismo cuando en la Cámara de Diputados, mientras defendía una reforma de MORENA a favor de la disciplina financiera; dio a entender que durante los gobiernos de los expresidentes del PRI —Carlos Salinas de Gortari y Ernesto Zedillo—, ella habría sido partícipe de actos de corrupción.

“El pago en efectivo, mis comisiones eran en efectivo, llenaba yo mis cajones y los mandaba yo a Suiza”
Carmen Patricia Armendáriz

Lo cual trató de desmentir con un vídeo en el que «aclaraba» habría hablado en primera persona para hacerlo más entendible.
Durante dicha controversia en la red social, la diputada habría dicho 

Voy a pasar una ley que persiga a quien pretenda dañar la moral de cualquier ciudadano sin fundamento. Denúncieme por lo pronto mentirosa. Te veo en tribunales @Lizgottik
Carmen Patricia Armendáriz

 Lo que le habría valido múltiples quejas y comentarios en la red social por abuso de autoridad y desconocimiento del proceso legislativo.
Levantó controversia en redes en noviembre del 2021 al declarar que el presidente debería ser acreedor al premio Nóbel de la paz:

Que triste que la acogida entusiasta de tantas organizaciones del Plan de Fraternidad de @lopezobrador_ contraste con el mutis y críticas de algunos mexicanos. El Plan es de gran calado y tiene gran viabilidad.#amlonobeldelapaz

El día 20 de marzo del 2022, por medio de sus redes sociales oficiales anunció, como respuesta a la noticia de que Antonio Pérez Garibay buscaba participar en la contienda presidencial del 2024, sus aspiraciones presidenciales:

Creo que los #empresarios de la #4T haríamos un excelente papel para tratar de llenar los zapatos de nuestro presidente @lopezobrador_ así que anuncio yo también mis aspiraciones presidenciales.

El día 22 de abril de 2023, aparece un audio de una conversación donde reclama con gritos, insultos, ofensas y golpes en mesa a integrantes de una comunidad de lacandones a la que, según ella, intenta ayudar. Fue señalada por la prensa nacional de racista y clasista; así como cuestionada por su comportamiento como funcionaria federal.

Sígale creyendo que va a seguir mamando al Gobierno. No les van a dar nada. O me presentan programas de desarrollo para ustedes, o se van a ir a la chingada, se los quiero dejar claro, y ya no quiero saber nada...

En septiembre de 2022, la diputada fue cuestionada sobre la posibilidad de reservar la identidad de los jueces, como plantea parte de la reforma al poder judicial en México, a lo que ella respondió de manera equivocada al negar que esta cuestión sea parte de las reformas. Ante esto, la diputada recibió criticas a través de redes sociales por no leer a profundidad las propuestas por las que ella, en su calidad de diputada, vota. Su posterior negación a atender estas criticas se dio con el siguiente comentario:

He pasado muchos y mejores exámenes en mi vida...

En octubre de 2024, Armendáriz se pronunció sobre el asesinato del sacerdote Marcelo Pérez en San Cristobal de las Casas, Chiapas, pronunciamiento que le ameritó críticas negativas.

Me atrevo a sospechar que el crimen organizado ha rozado a la Iglesia. El Sacerdote asesinado en San Cristóbal a decir de muchos tenía bienes que no vienen de la limosna. Menos de una comunidad tan pobre.

En diciembre del 2024, nuevamente fue víctima de escrutinio público tras ser hospitalizada en un hospital privado de Santa Fé en la Ciudad de México por cuestiones de salud. En un video que ella misma subió a sus redes oficiales mencionó:

Me atendí en el Hospital ABC Santa Fe, porque tengo los recursos para hacerlo [...] Las personas que pertenecemos a la Cuarta Transformación, [...] que podemos pagarnos una atención privada, lo hacemos...